# Seznam nosilcev spominskega znaka Borovnica
Seznam nosilcev spominskega znaka Borovnica.

## Seznam
(datum podelitve - številka znaka - ime)
- neznano - Vojko Adamič - Miran Barborič - Silvo Bergant - Andrej Bizjak - Robert Čas - Janez Čerin - Iztok Černivec - Boštjan Črtanec - Slavko Derenčin - Nada Drašler - Ivo Furlan - Boštjan Ivanjko - Jani Jazbec - Borut Juhart - Stojan Kastelic - Dušan Kavčič - Stanislav Konda - Igor Kozmos - Silvo Kraševec - Vinko Kucler - Dragan Lazarevič - Albin Lenaršič - Jože Levstik - Zvone Maček - Roman Mavsar - Matjaž Miklavc - Andrej Močan - Dušan Levičnik - Peter Logar - Ivan Lovše - Milan Narat - Borut Nečemer - Marjan Oven - Primož Peterca - Andrej Pintar - Brane Praznik - Bojan Predalič - Dušan Rus - Albert Slavič - Franc Šest - Vlatko Šloser - Milan Šteh - Nikolaj Tomc - Anton Tunja - Robert Tunja - Anton Vereš - Aleš Winkler - Marjan Zorman - Ludvik Zvonar - Goran Žagar - Pavle Žavbi - Bogo Žerjav

- 6. oktober 1999 - Milan Bavdek - Slavko Bratkovič - Franc Burger - Darko Čop - Vincenc Farkaš - Srečko Goli - Marko Košir - Sonja Kožar - Branko Merhar - Bogoslav Pantar - Predrag Petrovič - Stanislav Pogorelec - Borut Usenik - Zvonko Velikonja - Srečko Vesel - Franc Volf - Jožef Zaletelj - Zvonko Zavodnik - Matjaž Zupančič

- 24. oktober 2000 - Andrej Jurjevič

- 10. april 2001 - Tomaž Lavtižar